# Chutes Colonnade
Les chutes Colonnade (en anglais : Colonnade Falls) sont un ensemble de deux cascades sur la rivière Bechler, juste en aval de Iris Falls dans le parc national de Yellowstone. Elles sont accessibles via le sentier de la rivière Bechler. Les chutes ont été nommées en 1885 par des membres du Arnold Hague Geological Survey, probablement parce qu'elles ressemblent à une rangée de colonnes à intervalles réguliers . 